# Neurotubule
Neurotubule – rodzaj neurofibryli odpowiadających za transport aksonalny pęcherzyków cytoplazmatycznych, mitochondriów, białek w sposób anterogradowy (od perikarionu w stronę synapsy) oraz retrogradowy (do perikarionu).